# Johan Wahjudi
Johan Wahjudi (10 de febrero de 1953-15 de noviembre de 2019) fue un deportista indonesio que compitió en bádminton. Ganó una medalla de oro en el Campeonato Mundial de Bádminton de 1977 en la prueba de dobles.

## Palmarés internacional
| Campeonato Mundial | Campeonato Mundial | Campeonato Mundial | Campeonato Mundial |
| Año                | Lugar              | Medalla            | Prueba             |
| ------------------ | ------------------ | ------------------ | ------------------ |
| 1977               | Malmö (Suecia)     | Medalla de oro     | Dobles             |